# La Femme nue
La Femme nue è un film muto del 1926 diretto da Léonce Perret. Il soggetto è tratto dall'opera omonima di Henry Bataille pubblicata nel 1908.

## Produzione
Il film fu prodotto dalla Pathé-Natan.

## Distribuzione
Distribuito dalla Pathé-Natan, uscì nelle sale cinematografiche francesi il 10 dicembre 1926. In Turchia, il film uscì nel 1927 con il titolo Çiplak kadin, in Finlandia il 19 febbraio 1928 e negli Stati Uniti il 22 settembre 1928. In Portogallo, con il titolo A Mulher Nua, fu distribuito il 9 novembre 1928.